# Katharina von Frankenstein
Katharina von Frankenstein († 1360) war Äbtissin im Stift Freckenhorst.

## Leben

### Herkunft und Familie
Katharina von Frankenstein entstammte als Tochter des Edelherren Heinrich von Frankenstein und seiner Gemahlin Elisabeth von Steinfurt (Tochter des Balduin von Steinfurt und der Elisabeth zur Lippe) einem Adelsgeschlecht, das seinen Ursprung im Raum Bad Salzungen hatte. Katharinas Urgroßeltern mütterlicherseits waren Bernhard zur Lippe und seine Gattin Sophie von Ravensberg-Vechta.

### Werdegang und Wirken
Bevor Katharina im Jahre 1328 oder 1329 als Nachfolgerin der Lisa von Bentheim zur Äbtissin gewählt wurde, war sie schon vor 1318 Stiftsdame in Borghorst und besaß hier eine Präbende.
Sie gehört zu den bedeutendsten Äbtissinnen der Abtei Freckenhorst. Aus ihrer Amtszeit liegen zahlreiche Urkunden vor, die dies belegen. Ihr Bemühen war stets, die Güter und Einkünfte wieder zu beschaffen, die von den Kirchenvögten dem Kloster genommen worden waren. Sie ließ Teile der Kirche neu errichten und die durch einen Brand zerstörten Gebäude wieder aufbauen. Bei der Restaurierung der Kirche im Jahre 1841 stieß man auf Berge von Schutt und Asche, die vom zerstörten Kirchendach stammten. Am 2. Oktober 1350 schenkte sie der Bruderschaft zum Heiligen Kreuz einen jährlichen Geldbetrag.
Katharina blieb bis zu ihrem Tode im Amt. Ihre Nachfolgerin war Mechthild von dem Berge.